# Кодар
Кода́р — горный хребет в северном Забайкалье, на территории Забайкальского края и Иркутской области (Россия). Входит в систему Станового нагорья, являясь продолжением на восток Северо-Муйского хребта.

## Этимология
Название происходит от эвен. и эвенк. кадар «скала, утёс, скалистая скала, хребет».

## История
Топоним Кодар был введён в научный оборот князем П. А. Кропоткиным, который первым составил карту горного обрамления реки Чары. Впервые хребет был детально обследован и пройден с описанием до порогов реки Чара поручиком корпуса топографов А. Ф. Усольцевым в 1857 году. Им же была установлена и приблизительная протяжённость — около 200 километров.

## Описание
Протяжённость хребта составляет более 200 километров, максимальная высота — 3072 метра (пик БАМ). Очень высокая степень расчлененности рельефа. Крайне характерно наличие висячих речных долин и водопадов.
Хребет сложен гранито-гнейсами и кристаллическими сланцами. В пределах хребта обнаружены месторождения каменного угля и меди.
На хребте находятся около 30 ледников суммарной площадью до 19 км². Расположенные в зоне резко континентального климата и ниже расчётной высоты снегов, эти ледники являются природными памятниками.
Склоны хребта поросли лиственничными лесами, которые на высоте около 1600 метров сменяются берёзовым криволесьем, переходящим на гольцах в альпийские луга и горную тундру. Высотная поясность хорошо прослеживается.
С появлением БАМа район Кодара стал относительно легкодоступным (ближайшие населённые пункты — посёлок Чара и железнодорожный узел Новая Чара). Поблизости от них находится интересный природный объект — урочище (песчаный массив) Чарские Пески.
В Мраморном ущелье Центрального Кодара в 1949—1951 годах добывали уран с использованием труда заключённых (Борский ИТЛ, см. Борлаг).
Картографирование экзогенных процессов рельефообразования хребта с использованием аэрокосмических методов выполнил Л.А. Пластинин совместно с сотрудниками Института географии СО РАН и Иркутского государственного университета в 1970-1980 годы.
Значительная часть территории хребта вошла в 2018 году в состав национального парка «Кодар» (северный кластер).

## Топографические карты
- Лист карты O-50-XXVI. Масштаб: 1 : 200 000. Указать дату выпуска/состояния местности.
- Лист карты O-50-XXIV. Масштаб: 1 : 200 000. Состояние местности на 1968—1971 год. Издание 1988 г.